# Ласана Дијара
Ласана Дијара (фр. Lassana Diarra; Париз, 10. март 1985) бивши је француски професионални фудбалер. Његова доминантна позиција била је дефанзивни везни играч, али могао је да игра на десном беку, што је повремено и чинио у фудбалској репрезентацији Француске. Дијара је у својој клупској фудбалској каријери наступао за Челси, Арсенал, Портсмут, Реал Мадрид и Париз Сен Жермен пре него што се повукао 21. фебруара 2019. године. Играо је за руске клубове Анжи и Локомотиву из Москве.